# مسترز یونیورز: قدرت هی-من
مسترز یونیورز: قدرت هی-من (Masters of the Universe: The Power of He-Man) یک بازی ویدئویی است که برای اینتلی‌ویژن ساخته و توسط مایک سندرز و جوزف واگنر طراحی شده‌است و توسط شرکت متل در سال ۱۹۸۳ منتشر شده‌است. حق امتیاز (پتنت) نام توسط شرکت ثبت شده‌است و این اولین بازی ویدیویی این سری می‌باشد. ماتل نسخه آتاری ۲۶۰۰ را با نام تجاری M Network خود منتشر کرد.